# أندرياس ألكيبيادس
أندرياس ألكيبيادس (باليونانية: Ανδρέας Αλκιβιάδης)‏ هو لاعب كرة قدم قبرصي في مركز الوسط، ولد في 19 سبتمبر 1991 في نيقوسيا في قبرص الشمالية. شارك مع منتخب قبرص تحت 21 سنة لكرة القدم. أما مع النوادي، فقد لعب مع أولمبياكوس نيقوسيا.

## وصلات خارجية
- أندرياس ألكيبيادس على موقع قاعدة بيانات كرة القدم.إي يو (الإنجليزية)